# Verres sternbergianus
Verres sternbergianus là một loài bọ cánh cứng trong họ Passalidae. Loài này được Zang miêu tả khoa học năm 1905.

## Hình ảnh

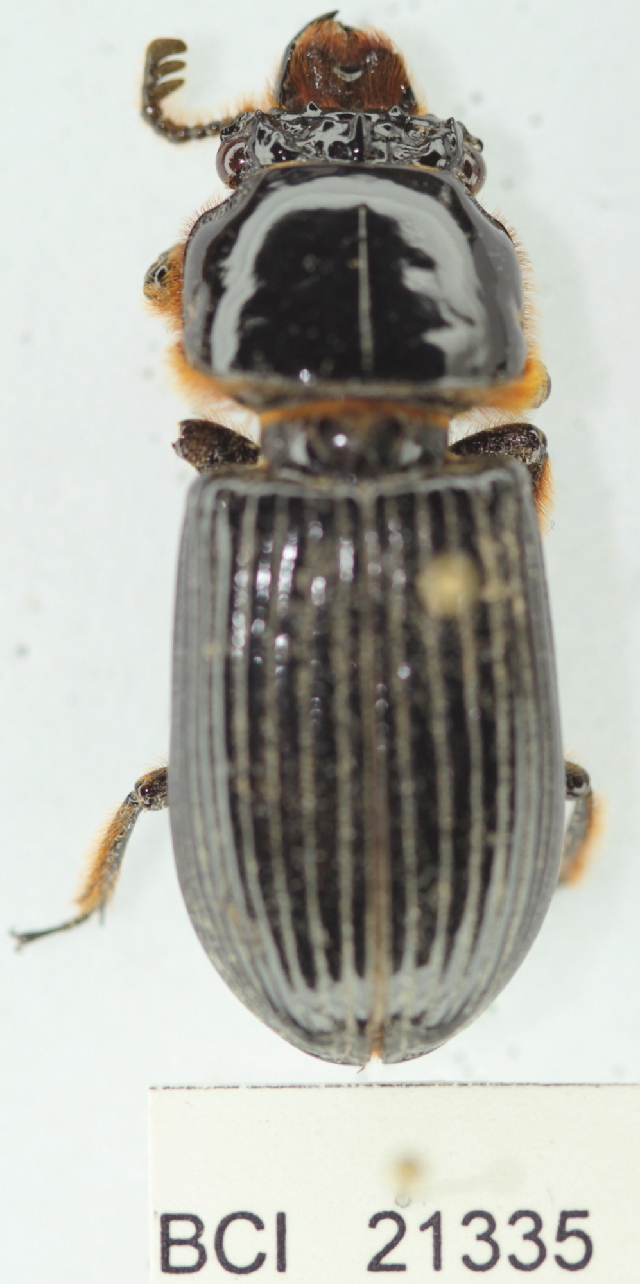